# Mark Whitfield Jr.
Mark Whitfield Jr. (* um 1985) ist ein US-amerikanischer Jazzmusiker (Schlagzeug) des Modern Jazz.

## Leben und Wirken
Whitfield, Sohn des Jazzgitarristen Mark Whitfield, wuchs in Brooklyn auf. Bereits mit zwei Jahren durfte er als Gast mit der Band seines Vaters auftreten. Mit einem Stipendium studierte er am Berklee College of Music, an dem er Unterricht bei Hal Crook, Joe Lovano, Terri Lyne Carrington und Ralph Peterson hatte. Er arbeitete ab Mitte der 2000er-Jahre in der New Yorker Jazzszene; erste Aufnahmen entstanden 2007 mit dem Michael Dease Sextet (Clarity). In den folgenden Jahren wirkte er bei Aufnahmen von Hailey Niswanger, Robert Edwards, Kenny Garrett (Pushing the World Away), Takeshi Ohbayashi (Feelin' Lucky), Orrin Evans (Knowing is Half the Battle), Lisa Hilton (Oasis), Sean Jones und Alexander Claffy (Standards: What Are You Doing the Rest of Your Life) mit.
Des Weiteren trat Whitfield in Shows von Peter Cincotti und Chris Botti auf, außerdem auf dem Newport und dem Monterey Jazz Festival. 2018/19 u. a. mit Caleb Curtis, Myron Ealden, Asaf Yuria, Theo Hill und Lucas Pino. Im Bereich des Jazz war er zwischen 2007 und 2018 an zwölf Aufnahmesessions beteiligt. 2019 spielte er im Black Art Jazz Collective (Ascension, 2020).

## Diskographische Hinweise
- Wataru Uchida, Noah Haidu, Kenny Davis, Mark Whitfield Jr.: The Heart Intact (2018)